# 世界大賽冠軍戒指

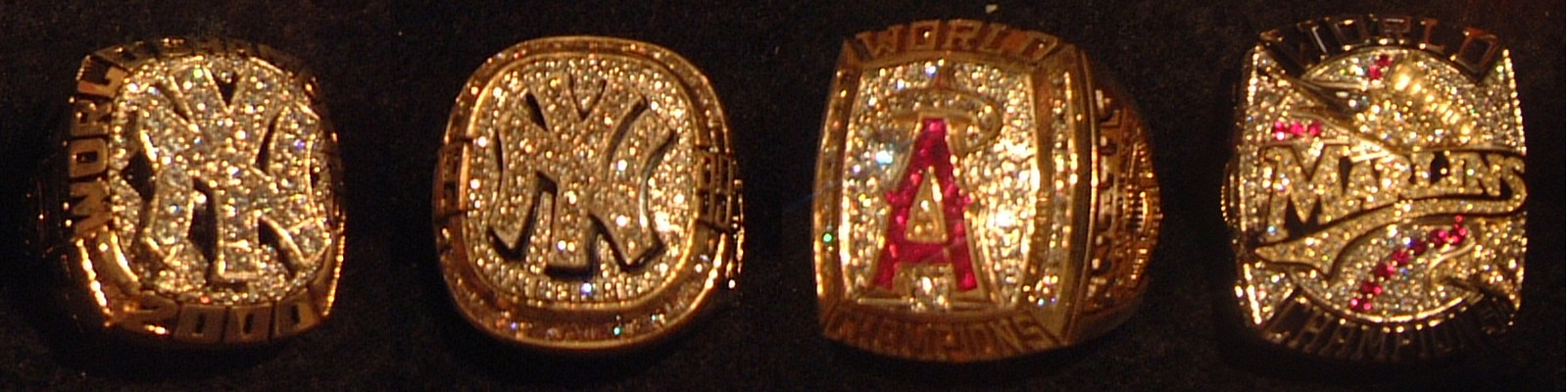
紐約洋基、洛杉磯安那罕天使以及佛羅里達馬林魚（今邁阿密馬林魚）頒發的世界大賽冠軍戒指。

世界大賽冠軍戒指（英語：World Series ring）係指贏得美國職棒大聯盟世界大賽冠軍球隊球員所獲頒的獎勵。由於每支世界大賽冠軍球隊僅能獲頒一座聯盟主席獎盃，因此世界大賽冠軍戒指就成為每支世界大賽冠軍球隊頒發給球員與隊職員的個人獎勵，作為其勝利象徵之紀念物。每年的世界大賽冠軍隊伍會製作一枚該年度獨特的冠軍戒指，並在隔年球季一開始頒發給值得獎勵的球員與隊職員。冠軍戒指的製造商包含賈斯汀公司、蒂芙尼公司、Dieges與Clust以及L·G·巴爾弗公司。
首次頒發世界大賽冠軍戒指的球隊為1922年世界大賽冠軍紐約巨人。1930年代，每支冠軍球隊會頒發冠軍戒指給其下球員。一開始的冠軍戒指造型樸素，通常只會有1顆鑽石，但隨著時間過去，戒指的樣式逐漸變得精緻華麗；其中2003年世界大賽的冠軍戒指鑲有超過200顆鑽石。
世界大賽冠軍戒指除了具有內在價值外，在運動紀念品方面也具有額外的價值。凱西·斯坦格爾持有的世界大賽冠軍戒指曾售出18萬美元。藍尼·戴克斯卓所持有的1986年世界大賽冠軍戒指，曾於其破產拍賣上拍得5.6萬美元。其他冠軍戒指在拍賣會上皆拍得1萬美元以上。贈送給球迷的冠軍戒指複製品最高曾售出300美元。

## 歷史

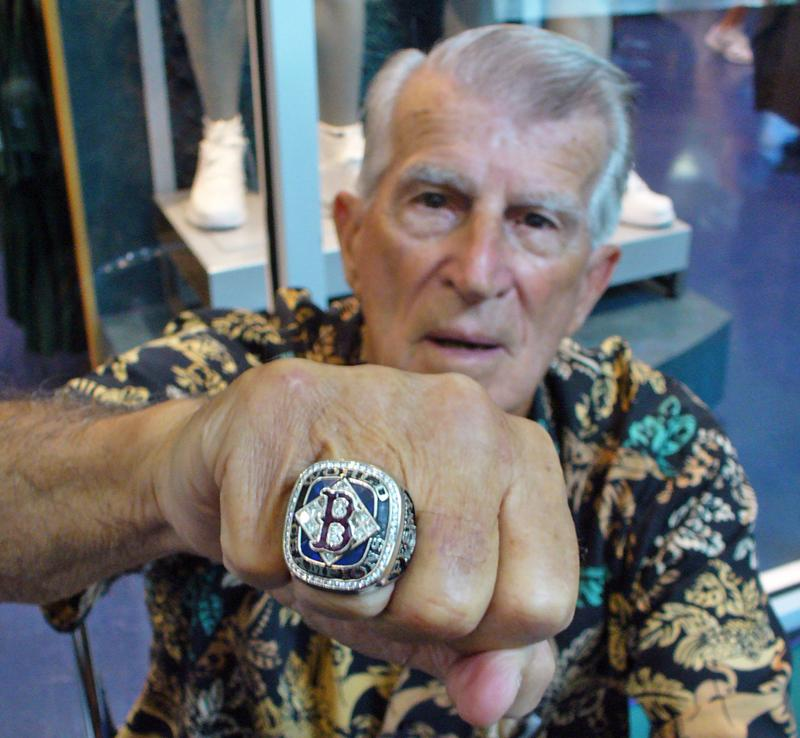
約翰尼·佩斯基在2004年世界大賽後，展示由波士頓紅襪所頒發的紀念戒指。

在1922年世界大賽以前，其冠軍球隊的球員會獲頒紀念物，例如別針或懷錶錶鍊。首枚頒贈給世界大賽冠軍球隊球員的戒指始於1922年世界大賽，紐約巨人擊敗紐約洋基後製作與頒發。當紐約洋基贏得1923年世界大賽冠軍時，所頒贈給球員的紀念物為懷錶；直到紐約洋基贏得1927年世界大賽冠軍時，才首次頒發冠軍戒指。1930年代起，冠軍戒指成為年度傳統；1932年開始，每支世界大賽冠軍隊伍皆會頒贈冠軍戒指給其下球員。在過去幾年，球員曾要求將戒指更換為其他紀念物，包含袖扣與領帶夾。法蘭基·克羅塞提與湯米·亨利克曾於紐約洋基獲得世界大賽冠軍後，要求將紀念物更換為散彈槍。格羅弗·克利夫蘭·亞歷山大曾被報導將1926年世界大賽冠軍戒指拿去典當。